# Михалча, Габриэла
Габриэла Михалча (рум. Gabriela Mihalcea; род. 27 января 1964, Арад), в девичестве Марджиняну (рум. Margineanu) — румынская легкоатлетка, специалистка по прыжкам в высоту и прыжкам с шестом. Выступала за сборную Румынии по лёгкой атлетике в 1980-х и 1990-х годах, обладательница бронзовой медали чемпионата Европы в помещении, чемпионка Балкан, многократная чемпионка Румынии, действующая рекордсменка страны.

## Биография
Габриэла Марджиняну родилась 27 января 1964 года в городе Арад, Румыния.
Начинала карьеру как прыгунья в высоту, в 1983 и 1985 годах дважды выигрывала чемпионат страны, конкурируя с такими легкоатлетками как Никулина Василе и Алина Астафей. В 1987 году установила личный рекорд — 1,95 метра, но позднее была уличена в нарушении антидопинговых правил — в пробе спортсменки обнаружили следы запрещённых стероидов, в результате чего IAAF отстранила её от участия в соревнованиях на 2 года.
По окончании срока дисквалификации Михалча заинтересовалась набиравшими популярность среди женщин прыжками с шестом, в 1991—1993 годах трижды подряд становилась чемпионкой Румынии в данной дисциплине.
В 1996 году в составе румынской сборной выиграла бронзовую медаль на чемпионате Европы в помещении в Стокгольме.
В 1997 году прыгала с шестом на чемпионате мира в помещении в Париже, была седьмой на Кубке Европы в Мюнхене, второй на чемпионате Балкан в Афинах.
В 1998 году победила на зимнем чемпионате Балкан в Пирее и на Балканских играх в Белграде, заняла четвёртое место на чемпионате Европы в Будапеште.
В 1999 году на зимнем чемпионате Балкан в Пирее установила ныне действующий рекорд Румынии в прыжках с шестом — 4,25 метра (на то время это было лучшее мировое достижение среди женщин старше 35 лет). Была заявлена на чемпионат мира в помещении в Маэбаси, но в итоге на старт здесь не вышла. Показала шестой результат на Кубке Европы в Париже.
В 2000 году становилась бронзовой призёркой на зимнем и летнем первенствах Балкан, заняла пятое место на Кубке Европы в Гейтсхеде. По окончании сезона завершила спортивную карьеру.